# Artistisk frihet
Artistisk frihet (ofta på latin licentia poetica) är en informell term, som används för att beskriva den förvrängning eller det fullkomliga bortseende från fakta, eller den förändring av etablerade konstnärliga verk, som en konstnär kan göra i konstens namn.

## Inom bildkonsten
Ett exempel skulle kunna vara om en konstnär, då denne komponerar en landskapsmålning över London placerar Sankt Paulskatedralen bredvid Westminsterpalatset trots att de i verkligheten inte alls ligger i närheten av varandra. Konstnären kan då hänvisa till sin artistiska frihet i och med att han eller hon ansåg att byggnaderna passade bra ihop på den aktuella målningen.
Ett annat exempel är en konstnär som gör en kopia av Mona Lisa, men förser henne med röd clownnäsa och en jojo. Detta kallas att konstnären gjort en pastisch av förlagan.
En konstnär kan utnyttja Venuseffekten för att skapa önskad illusion av en person som speglar sig.

## Inom litteraturen
En författare av skönlitteratur (inom både poesi, prosa och dramatik kan ta sig mycket stora friheter och hänvisa till sin artistiska frihet. Några exempel:
- Anakronismer, det vill säga att placera in personer eller företeelser i en tidsmässigt fel miljö. Till exempel att låta Gaius Julius Caesar köra omkring i en bil, eller att placera en modern människa i 1700-talets Paris.
- Fiktiva eller förändrade makro- eller mikroberättelser.

Inom poesin och drama på vers kan författaren se sig nödgad att göra våld på språkets grammatik för att en viss versrad ska passa in i diktens versmått.
Exempel:
- Marcus Antonius replik "Friends, Romans, Countrymen, lend me your ears" ur William Shakespeares Julius Caesar, där det formellt sett borde ha infogats ett "and" före ordet "countrymen", vilket dock uteslutits för att anpassa meningen till jambisk pentameter. Omvänt, på nästa rad står det "I come to bury Caesar, not to praise him". Om Shakespeare hade uteslutit det sista "him" så hade meningen blivit otydlig, men tillägget stör inte versens meter.
- Verner von Heidenstam skriver jag längtar stenarna, där barn jag lekt. Grammatiskt korrekt skulle han ha skrivit t.ex. jag har längtat till stenarna, där jag lekte som barn, men då hade det blivit mer prosa än poesi, och inte passat med resten av dikten.

## Adaptioner
Artistisk frihet för den som gör en adaption av ett verk kan bli kontroversiellt eftersom vissa motsätter sig en nytolkning av etablerade åsikter eller tidigare konstnärliga verk. Konstnärer bemöter ofta detta slags kritik genom att påpeka att deras verk inte är avsedda att utgöra bokstavliga avbildningar av något historiskt, utan endast ska betraktas utifrån sina konstnärliga värden. Artistisk frihet är allmänt accepterat, i synnerhet då det handlar om verk som anses ha högt konstnärligt värde. Till exempel utgör William Shakespeares historiska dramer en grov förvanskning av historiska fakta, men hålls ändå för att vara enastående som litterära verk. På samma sätt innehåller Peter Jacksons filmversioner av Härskarringstrilogin (trots att den skildrar huvuddelen av J.R.R. Tolkiens böcker) ett flertal avsteg från böckernas intrig och uteslutningar — något som har upprört böckernas mest hängivna beundrare.[källa behövs] Filmerna ses ändå som utmärkta cinematografiska framgångar.[källa behövs]
Författare som anpassar ett litterärt verk från ett medium till ett annat (exempelvis från en roman till ett film- eller teatermanus) gör ofta betydande förändringar både av romanens handling och de ingående personernas karaktärsdrag, med motiveringen att dessa förändringar var nödvändiga för att kunna skapa en bra film eller teaterpjäs. Det förekommer även att handlingen förflyttas till en annan tid och miljö; så utgjorde Shakespeares Romeo och Julia förlagan till musikalen West Side Story.
Spänningarna mellan behovet av att respektera etablerade åsikter och verk och konstnärens rätt att uttrycka sig fritt i syfte att skapa ett konstnärligt nytt verk, kommer för alltid att innebära att den artistiska friheten utgör en kontroversiell men allestädes närvarande vana.

## Historik
Licentia poetica, latin "poetisk frihet", innebär sådan avvikelse från det vanliga språkbruket, som anses tillåten endast i poesi. I svenskan är dessa formella olikheter väsentligen följande. En slutvokal kan bortkastas i vissa ord (samvet’, låd’, skull’, lex’); en vokal kan synkoperas inne i ett ord (rikdom, pappret, baklängs), en hel stavelse kan uteslutas (kabbalik = kalabalik); -en, -et inträder som ändelse i stället för -n, -t eller tvärtom (fruen, pansart, årderet); sammansatta ords förleder ändras (skaldkonst, hemstadd, vikingtåg, granefjäll, granitehäll, nordason, flickodrömmar), eller också upplöses sammansättningen: 
förtjäna middans mål vid protokollet (Franzén) 
Tjäll, där bordet var dukat med hästsko (Tegnér).
I adjektivens böjning sker åtskilliga godtyckligheter (så stolt och glader; skönsta), likaledes i verbböjningen (vi vete; sjungt för sjungit); suffixet -igen ersätter -igt (listigen) och så vidare. Reflexiva verb ersätter deponens eller passiver (kyssa sig, famna sig) eller tvärtom (överilas); reflexivpronominet utelämnas (närma), intransitiver nyttjas transitivt; enkla verb begagnas i stället för sammansatta (gråta i stället för begråta; skaka i stället för skaka av), fast sammansättning används i stället för lös och tvärtom; tempusföljden behandlas med stor godtycklighet: förbindelsen bestämd artikel + böjt attribut + substantiv med slutartikel ersätts av flera andra konstruktioner (nordiska land; den fången arme; klipporna gamla; kapitlet, det femte och så vidare), och substantivartikeln behandlas ofta med stor frihet. Relativpronomina utelämnas ofta, liksom i allmänhet i poesi en mångfald ellipser förekommer. Starka satsförkortningar äger rum, och i den vanliga ordföljden tillåter sig skalden mycket stora förändringar.

## Sammanfattning
Sammanfattningsvis kan man säga att artistisk frihet
- är helt upp till konstnärens bedömning,
- är avsedd att tolereras av betraktaren (jämför "frivilligt undertryckande av misstro"[förtydliga]),
- varken är "av ondo" eller "av godo",
- är en användbar teknik för att fylla ut luckor, vare sig dessa är av faktamässig, kompositionell, historisk eller annan natur,
- används medvetet eller omedvetet, avsiktligt eller oavsiktligt eller i kombination.